# Frantisekia mentschulensis
Frantisekia mentschulensis är en svampart som tillhör divisionen basidiesvampar, och som först beskrevs av Albert Pilát, och fick sitt nu gällande namn av Spirin. Frantisekia mentschulensis ingår i släktet Frantisekia, och familjen Steccherinaceae. Enligt den svenska rödlistan är arten starkt hotad i Sverige. Arten förekommer i Götaland. Artens livsmiljö är skogslandskap.